# Ellipteroides adrastea
Ellipteroides adrastea là một loài ruồi trong họ Limoniidae. Chúng phân bố ở miền Cổ bắc.